# 金瑛録
金 瑛録（キム・ヨンノク、朝鮮語: 김영록、1955年2月17日 - ）は、大韓民国の政治家。第38代全羅南道知事。第18～19代国会議員、農林畜産食品部長官などを歴任した。

## 経歴
1955年に全羅南道莞島郡の古今島で生まれた。本貫は慶州金氏。光州第一高等学校を卒業し、1975年に建国大学校に入学。1977年に第21回行政考試に合格し、全羅南道に入庁。1994年に康津郡守、1995年に莞島郡守、1998年に木浦市副市長などを歴任し、2000年1月には自治行政局長に任命された。2005年に行政自治部広報管理官に転じたが、2006年6月に全羅南道行政副知事職務代理に任命され、7月1日に行政副知事に昇進した。
2008年1月に全羅南道行政副知事を辞職し、4月9日に実施された第18代総選挙に全羅南道海南郡・莞島郡・珍島郡から立候補を模索したが民主党の予備選で敗れたため無所属で出馬し、当選した。8月14日に民主党最高委員会の議決により同党への復党が了承された。
2012年4月11日に実施される第19代総選挙に民主統合党の公認で出馬し、当選。同年5月には後継政党の新政治民主連合院内首席副代表に就任し、10月2日からは院内代表職務代行に就いた。2015年2月11日には文在寅代表によって新政治民主連合のスポークスマンに任命された。
2016年4月13日に実施された第20代総選挙に共に民主党公認で立候補したが、国民の党候補に敗れた。
2017年大韓民国大統領選挙に立候補した文在寅前代表の選挙キャンプ総務本部長に就任し、選挙戦を支えた。文が大統領に当選すると、農林畜産食品部長官に指名された。国会の人事聴聞会を経て6月30日に聴聞報告書が採択され、7月3日に正式に就任した。
2018年6月13日に実地される全羅南道知事選挙に共に民主党議員の李介昊が出馬を模索していたが、野党との議席差がわずかな為、与党の議席が減るのを避けたい党指導部の要請により断念。そこで、非国会議員である金が道知事選挙への出馬が取り沙汰され、3月15日に農林畜産食品部長官を辞職。民主平和党候補に60％差で当選を果たした。2019年3月には日本の佐賀県を訪問し、山口祥義知事と観光交流について議論した。
2022年6月に行われた第8回全国同時地方選挙でも全羅南道知事選に出馬し、投票の結果、当選した。